# Jörg Hanft
Jörg Hanft (* 24. Februar 1964 in Selb, Bayern) ist ein ehemaliger deutscher Eishockeyspieler, der in der Eishockey-Bundesliga sowie in der DEL für den Mannheimer ERC bzw. die Adler Mannheim spielte.

## Spielerkarriere
Der 1,88 m große Verteidiger begann seine Karriere beim VERE Selb, für die er von 1981 bis 1986 mit Ausnahme der Oberligasaison des Clubs 1983/84 in der 2. Eishockey-Bundesliga auf dem Eis stand. Während der Saison 1986/87 wechselte der Linksschütze zum Mannheimer ERC in die Bundesliga, für deren ausgegliedertes Profiteam, die Adler Mannheim, er auch nach der Gründung der neuen höchsten deutschen Profispielklasse DEL aktiv war. Hanft spielte während seiner Laufbahn in Mannheim insgesamt 34-mal in der deutschen Nationalmannschaft.
Nach fast zehn Jahren in Mannheim kehrte Hanft zurück zu seinem Heimatclub in die 1. Liga Süd, der inzwischen in ERC Selb umbenannt worden war. Seine Karriere beendete der Defensivmann bei den Bayern nach der Oberligasaison 2002/03.

## Karrierestatistik
(Legende zur Spielerstatistik: Sp oder GP = absolvierte Spiele; T oder G = erzielte Tore; V oder A = erzielte Assists; Pkt oder Pts = erzielte Scorerpunkte; SM oder PIM = erhaltene Strafminuten; +/− = Plus/Minus-Bilanz; PP = erzielte Überzahltore; SH = erzielte Unterzahltore; GW = erzielte Siegtore; 1 Play-downs/Relegation; Kursiv: Statistik nicht vollständig)
* und Nachfolgeligen (1. Liga, Bundesliga)